# 赫斯圖
赫斯圖繪出指定星系赫羅圖在不同颜色-星等范围中的恒星密度。
這種圖是由赫斯在1924年命名的。
他使用的年代至少延續至1948年。

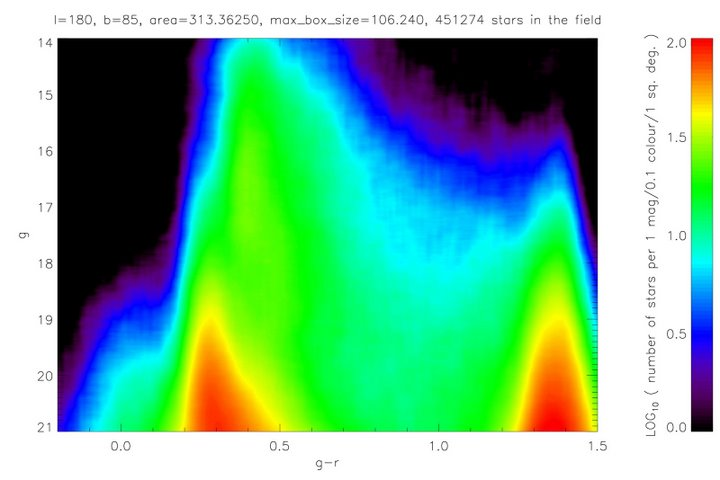
银河系中银纬大于80度的恒星赫斯图，数据来源于斯隆数字巡天。点击看大图。

右图是利用斯隆数字巡天释放的公开数据绘制的银河系银纬大于80度的恒星的赫斯图，图中用颜色区分赫斯图上的恒星密度。这是常用的天文学研究方法，通常会将来源于观测数据的赫斯图与理论模型进行对比。